# Calluga euryzona
Calluga euryzona är en fjärilsart som beskrevs av Turner 1904. Calluga euryzona ingår i släktet Calluga och familjen mätare. Inga underarter finns listade i Catalogue of Life.